# ماريسا دي ليزا
ماريسا دي ليزا (بالإسبانية: Marisa de Leza)‏ (9 يونيو 1933 - 14 أكتوبر 2020)،  هي ممثلة إسبانية. توفيت في مدريد بعد صراع طويل مع المرض عن 87 عاما.

## الجوائز
| عام  | جائزة                | قدم بواسطة                            | فيلم                |
| ---- | -------------------- | ------------------------------------- | ------------------- |
| 1954 | سيلفر شل لأفضل ممثلة | مهرجان سان سيباستيان السينمائي الدولي | لا باترولا تشيفلادا |

## روابط خارجية
- ماريسا دي ليزا في قاعدة بيانات الأفلام على الإنترنت